# Пейсень
Пейсень, Пейсені (рум. Păiseni) — село у повіті Сучава в Румунії. Входить до складу комуни Корну-Лунчій.
Село розташоване на відстані 332 км на північ від Бухареста, 26 км на південний захід від Сучави, 115 км на захід від Ясс.

## Населення
За даними перепису населення 2002 року у селі проживали 785 осіб, усі — румуни. Усі жителі села рідною мовою назвали румунську.